# Quodvultdeus z Kartaginy
Quodvultdeus z Kartaginy (Kwodwultdeus, łac. Quodvultdeus, Czego chciałby bóg) – diakon Kościoła w Kartaginie i przyjaciel Augustyna z Hippony. W 437 został patriarchą Kartaginy, po Kapreolusie. Niektórzy autorzy stawiają tezę, że ów diakon i biskup to dwie różne postacie. Dwa lata po objęciu katedry w Kartaginie, która była stolicą całej prowincji kościelnej północnej Afryki, w 439 został skazany przez ariańskiego króla Wandalów Genzeryka na wygnanie. Schronił się w południowej Italii, zmarł w Neapolu przed październikiem 454 roku.

## Dzieła
Do naszych czasów zachowały się:
- Podpisane jego imieniem:
  - Dwa listy do Augustyna z lat 427-428, w których prosi biskupa Hippony o przesłanie mu dzieła O herezjach (CCL 46, 263-351, edycja: R. Vander Plaetse, C. Breukers, Brepols, Turnhout 1969 tekst łaciński): Epistula 221, (CC 60, 489-491, tekst łaciński) oraz Epistula 223 (CC 60, 491-492, tekst łaciński, edycja R. Braun, Brepols, Turnhout 1976).

- Mowy przypisywane Quodvultdeusowi, które do Cezarego z Arles dotarły pod imieniem Augustyna z Hippony:
  - O wyznaniu wiary (De Symbolo, CCL 60, 305-334); tłumaczenie polskie fragmentu tego dzieła, kazanie 2, znajduje się w Godzinie Czytań w dniu Świętych Młodzianków (28 grudnia), Liturgia Godzin t. 1, Poznań 1982, s. 1017-1018.
  - Przeciw Żydom, poganom i arianom (Contra Iudeos, paganos et Arianos, CCL 60, 227-258)
  - Księga obietnic i zapowiedzi Bożych (De promissionibus et praedicationibus Dei, CCL 60, 1-223); tłumaczenie polskie Elżbieta Kolbus, ATK PSP 59 Warszawa 1994, ISBN 83-7072-035-8, s. 308. Dyskusja na temat autorstwa rozwinęła się w XX w., głównym zwolennikiem autentyczności dzieła był G. Morin[3] za którym poszło kilku uczonych, jak P. Schepens, D. Franses i P. Courcelle. Sprzeciwiał się tej opinii M. Simonetti[4].
  - inne.